# Rue Corvisart
La rue Corvisart est une voie située dans le quartier Croulebarbe du 13e arrondissement de Paris.

## Situation et accès

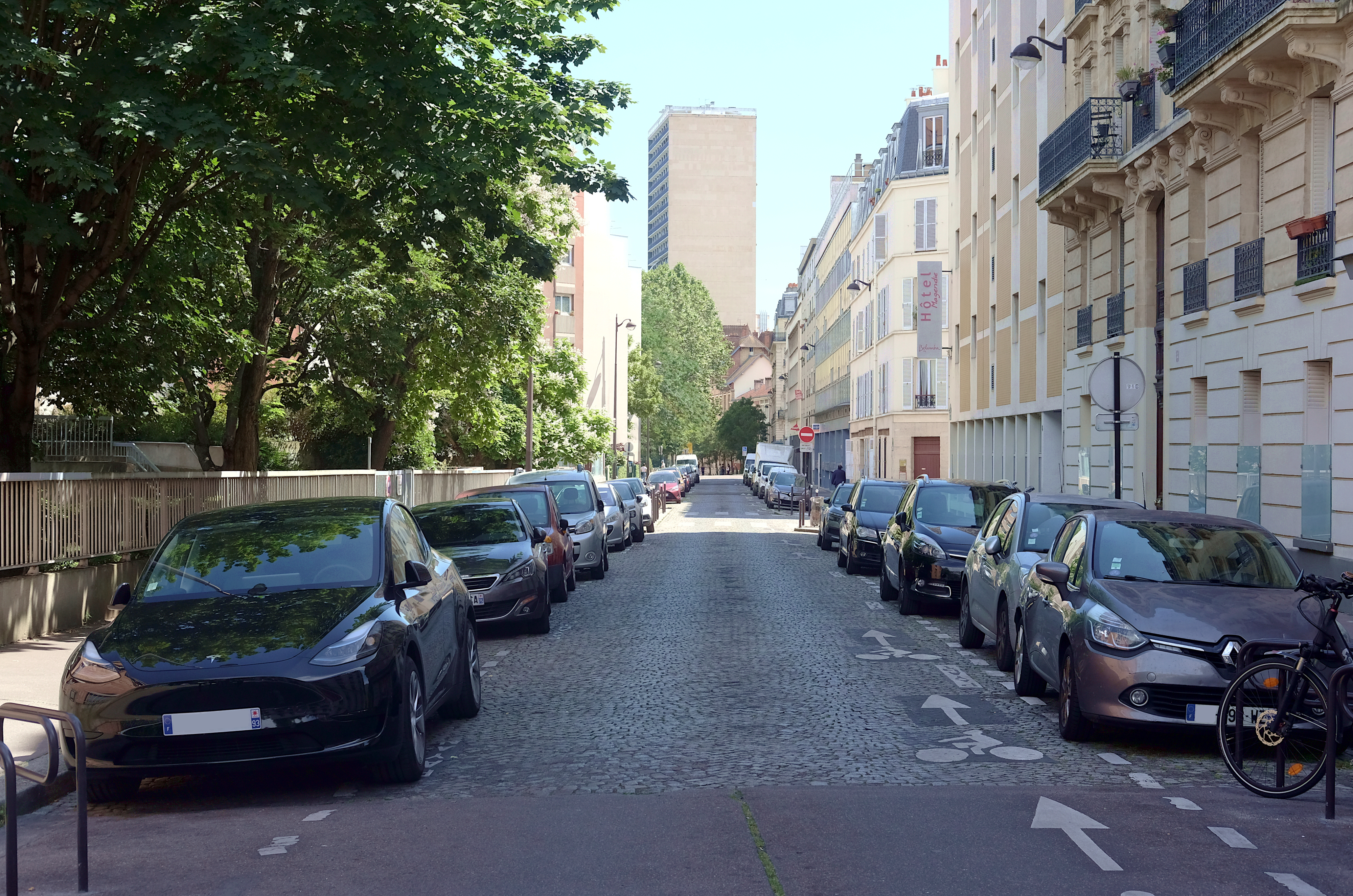
La rue Corvisart vue de la rue Léon-Maurice Nordmann.

Elle joint le boulevard Arago, via une petite portion de la rue Léon-Maurice-Nordmann, au boulevard Auguste-Blanqui.
La rue Corvisart est desservie par la ligne 6 à la station Corvisart.

## Origine du nom
Elle porte depuis 1867 le nom de Jean-Nicolas Corvisart qui fut notamment le médecin personnel de Napoléon Ier.

## Historique

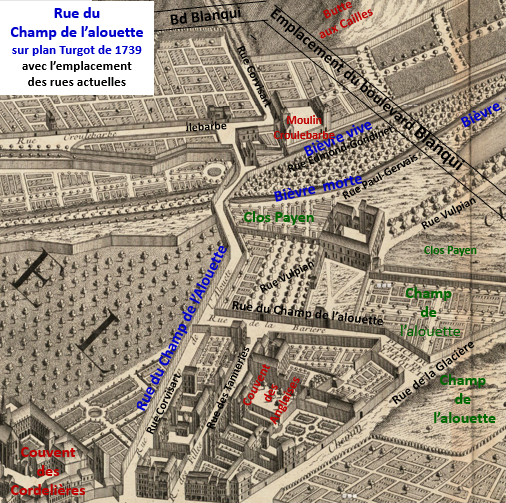
Rue du Champ-de-l'Alouette sur plan de Turgot en 1739.

Cette rue était anciennement la « rue Saint-Louis », puis pour une grande partie la « rue Champ-de-l'Alouette ».
Ce nom provient d’un lotissement en 1547, par Eustache Lalouette, d’un champ lui appartenant pour ouvrir une rue qui correspond à la partie nord de l’actuelle rue Corvisart entre la rue Léon-Maurice-Nordmann, ancienne rue de Lourcine et le croisement avec la rue des Cordelières. Cette origine patronymique fut oubliée au profit d’une évocation plus poétique de l’oiseau.
D’après les cartes anciennes, le champ de l'Alouette était un domaine assez vaste à l’ouest de la vallée de la Bièvre de part et d’autre du boulevard du Midi (actuel boulevard Auguste-Blanqui) créé en 1760. Ses limites approximatives étaient, à l’ouest la rue de la Santé, au nord, la rue Léon-Maurice-Nordmann, à l’est, l'actuelle rue Corvisart, à l'origine même un peu au-delà vers la Bièvre (vers l'actuelle rue des Cordelières) et la rue Vulpian, au sud, la rue Daviel et le passage Victor-Marchand.
Le champ de l’Alouette jouxtait le clos Payen au sud-est, avec lequel il est confondu sur certaines cartes, et le domaine du couvent des Cordelières au nord-est.
La rue porte depuis 1867 son nom actuel, son ancien nom ayant été donné à la rue du Petit-Champ-de-l'Alouette.
Au départ de la rue de Lourcine, actuelle rue Broca, la rue longeait le couvent des Cordelières et leur domaine puis le clos Payen, franchissait le bras mort de la Bièvre et passait à côté du moulin de Croulebarbe (du nom de ses fondateurs, Croulebarbe ou Crollebarbe) datant de 1214. Pendant six siècles, il est l'objet de litiges entre les chapitres de Notre-Dame et de Saint-Marcel, dépendant en principe de cette seconde assemblée de chanoines. Il est en activité jusqu'en 1826, fournissant jusqu'à cette dernière date de l'énergie à une usine de tréfilage. L'emplacement de ce moulin, en activité jusque 1826 et détruit en 1841, est indiqué par une plaque au sol à l'extrémité sud de l'actuel square René-Le Gall. À cet endroit, la rue Champ-de-l'Alouette franchissait la Bièvre par le pont de Croulebarbe (également nommé pont aux singes), également signalé au sol, et se prolongeait jusqu'au boulevard du Midi (actuel boulevard Auguste-Blanqui) ouvert en 1760. En 1912, le bief de Croulebarbe et les dernières traces de deux bras de la Bièvre est supprimé.
Sur le terrain délimité par la rue du Champ-de-l'Alouette, le boulevard et le bras vif de la Bièvre (actuelle rue Edmond-Gondinet) s'élevait un hôtel que fit édifier en 1762 le financier Le Prestre de Neufbourg, la folie Neufbourg, qui fut détruite en 1909 ; Corvisart, médecin de Napoléon Ier, y résida.
À la suite de la vente du couvent des Cordelières comme bien national en 1796, les terrains à l'est de la rue (numéros impairs) furent lotis au début du XIXe siècle et les rues Pascal et des Cordelières furent ouvertes.

## Bâtiments remarquables et lieux de mémoire
- L'arrière de l'hôpital Broca.
- Le square René-Le Gall.
- La Ligue nationale contre le cancer au no 14.
- Le lycée Rodin au no 19.
- L'école primaire Paul-Gervais au no 46.
- La place de la Bergère-d'Ivry.
- Le lycée professionnel Corvisart-Tolbiac, spécialisé dans les arts graphiques et du livre, au no 61. Il a été installé dans le bâtiment d’une ancienne grande mégisserie de la fin du XIXe siècle[6].

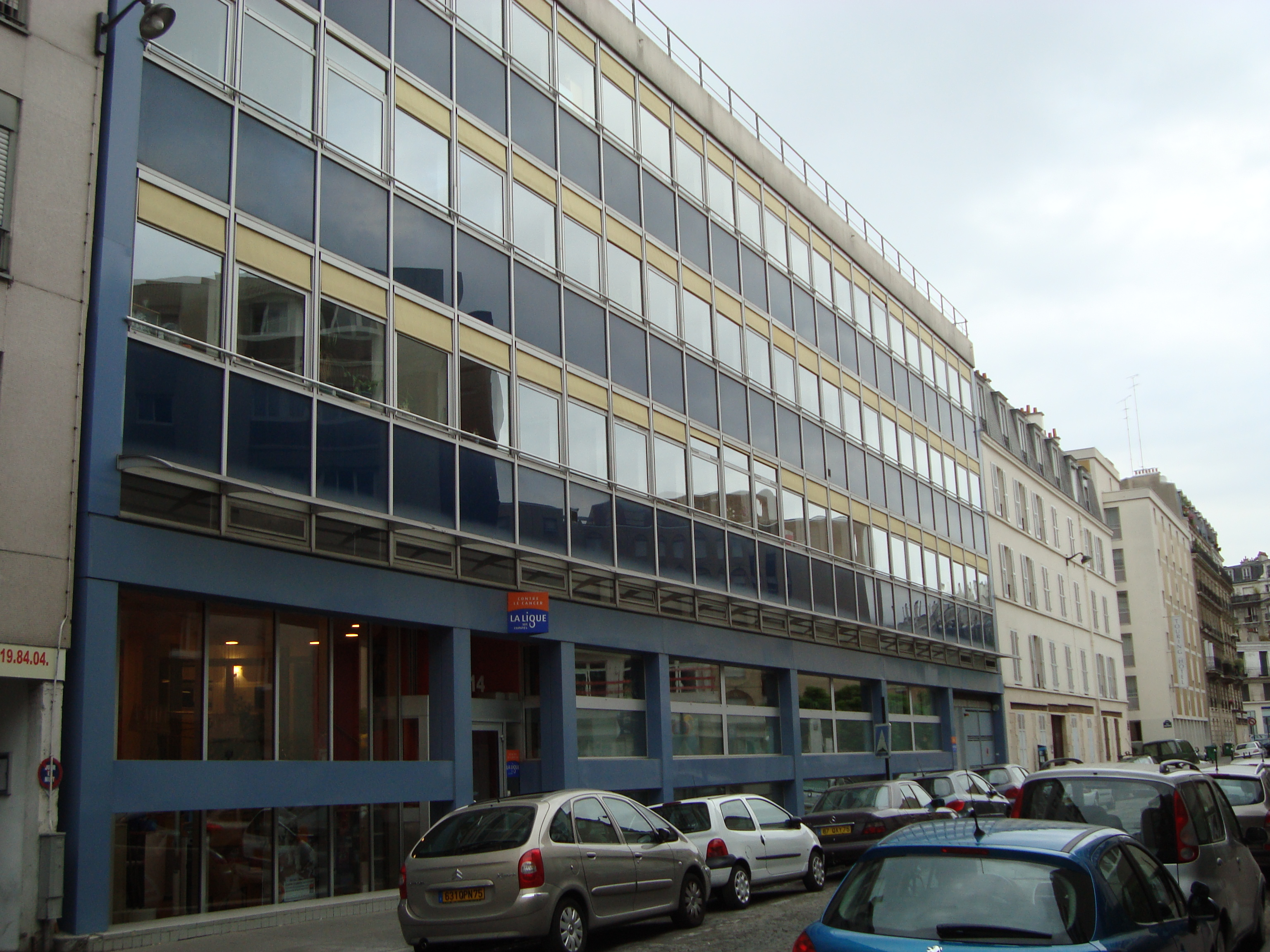
La Ligue nationale contre le cancer.
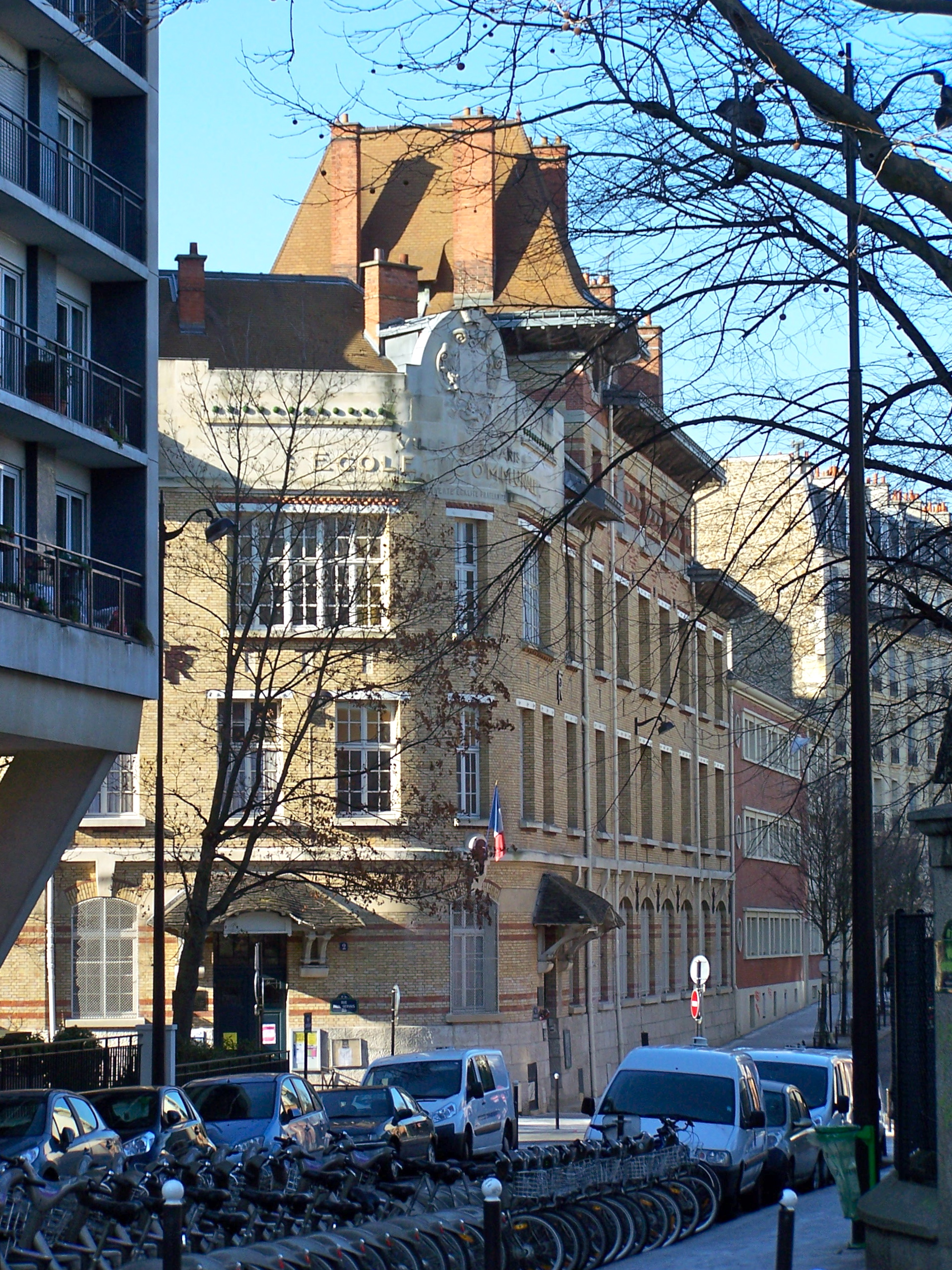
Bâtiments de l'école Paul-Gervais.
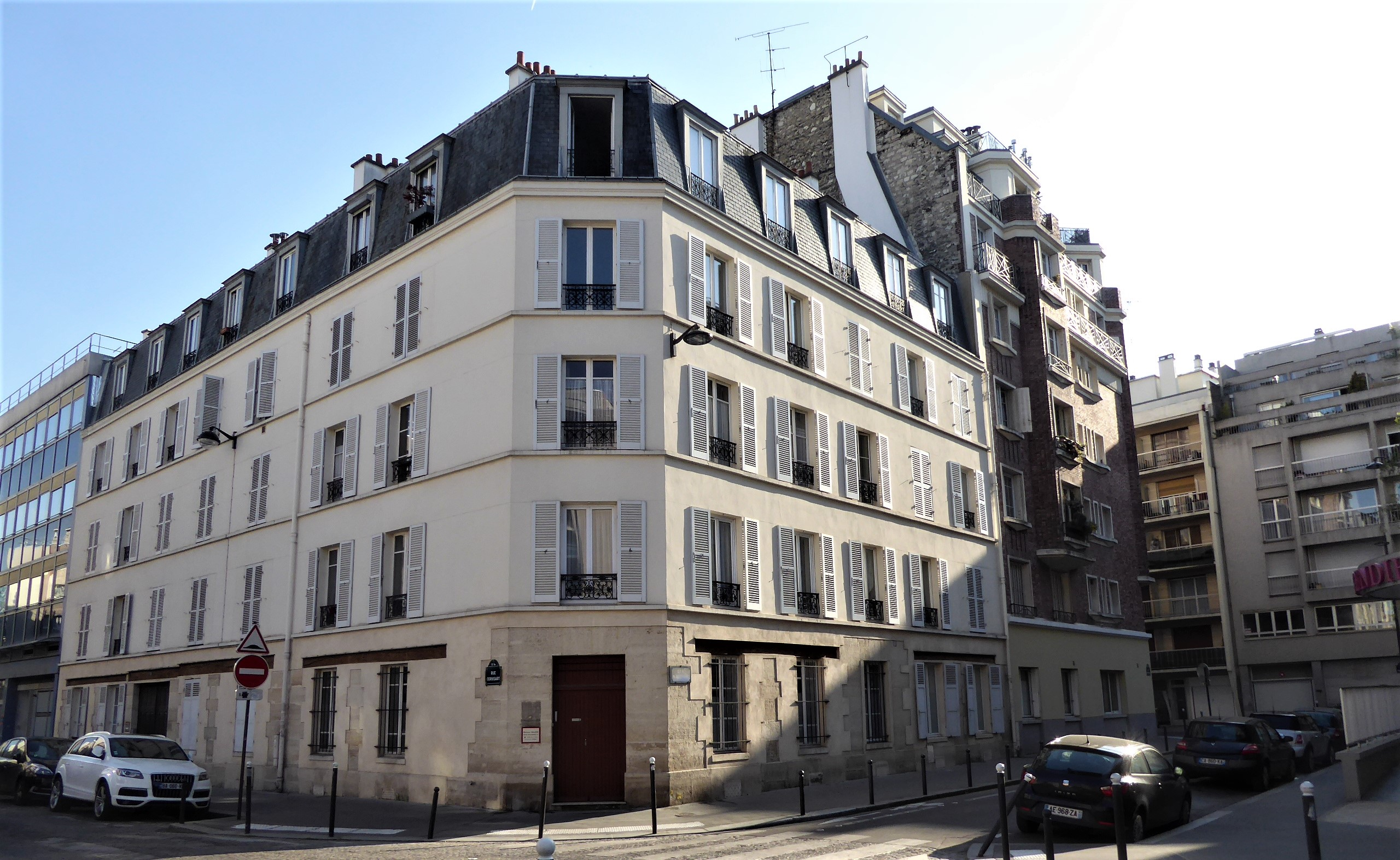
Angle rue Corvisart-rue Magendie
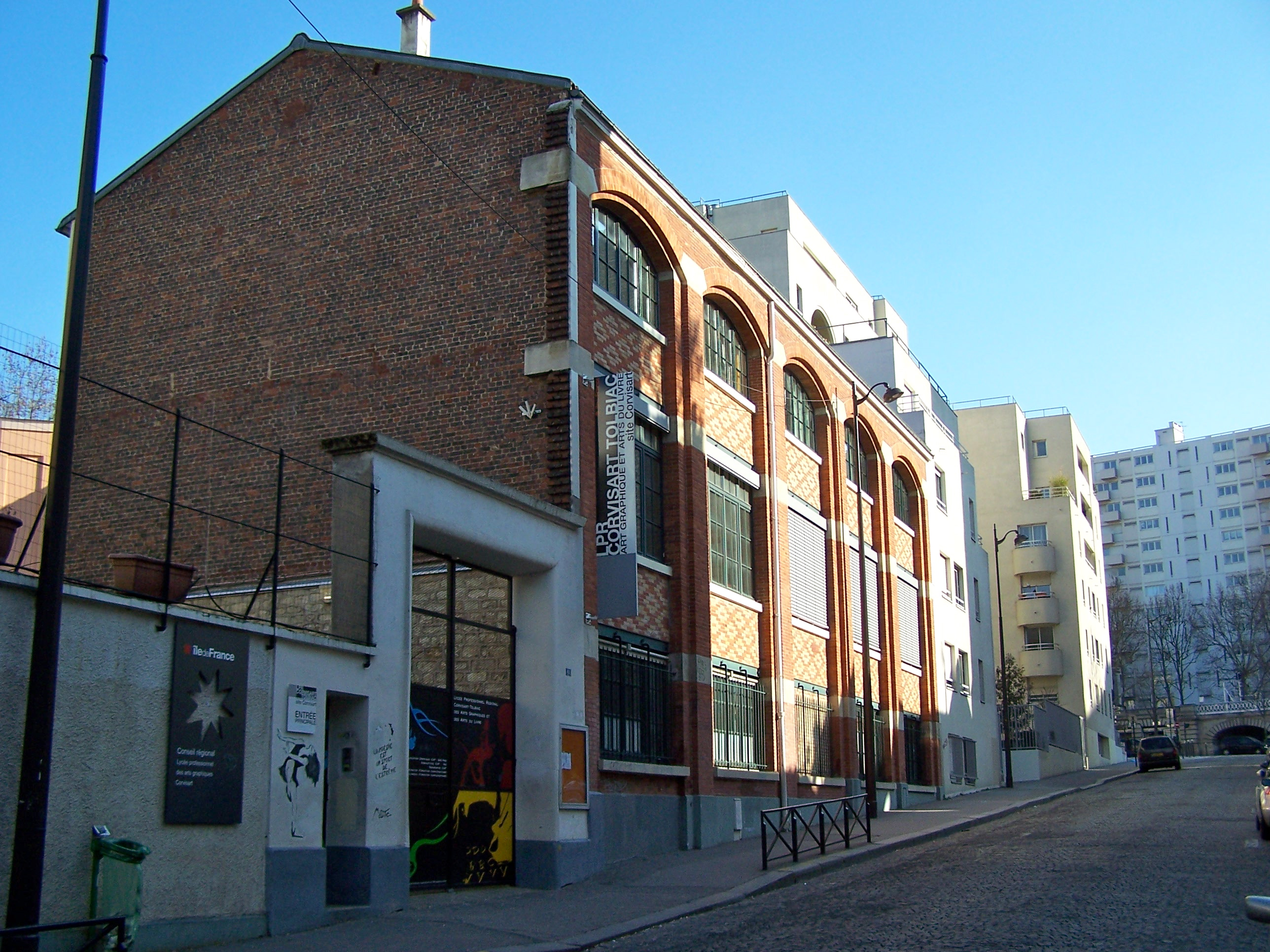
Le lycée Corvisart-Tolbiac.

- En 1978, Françoise Hardy et Jacques Dutronc, interprètent la chanson Brouillard dans la rue Corvisart, écrite par Michel Jonasz et composée par Gabriel Yared (album Musique saoule)[7]